# Crkva sv. Ćirila i Metoda u Vinkovcima
Crkva svetih Ćirila i Metoda je župna crkva u Vinkovcima. Površine je 343 m2.

## Povijest
Izgrađena je 1984.
Za vrijeme Domovinskog rata bila je oštećena granatama, ali je 1997. obnovljena.